# Caidom
Der CAIDom war ein von 2005 bis 2012 einmal jährlich in Brixen ausgetragenes Downhill-Mountainbikerennen und galt als eines der längsten Rennen dieser Disziplin.
Der erste CAIDom wurde am 26. September 2004 von den beiden Südtiroler Mountainbikern Alex Angerer und Alexander Resch veranstaltet. Ab 2005 organisierte das Voodoo Freestyle Team das Rennen. Der Name CAIDom setzt sich aus der Abkürzung des Startorts (CAI-Gipfel) und der Anfangssilbe des Zielortes (Domplatz Brixen) zusammen.

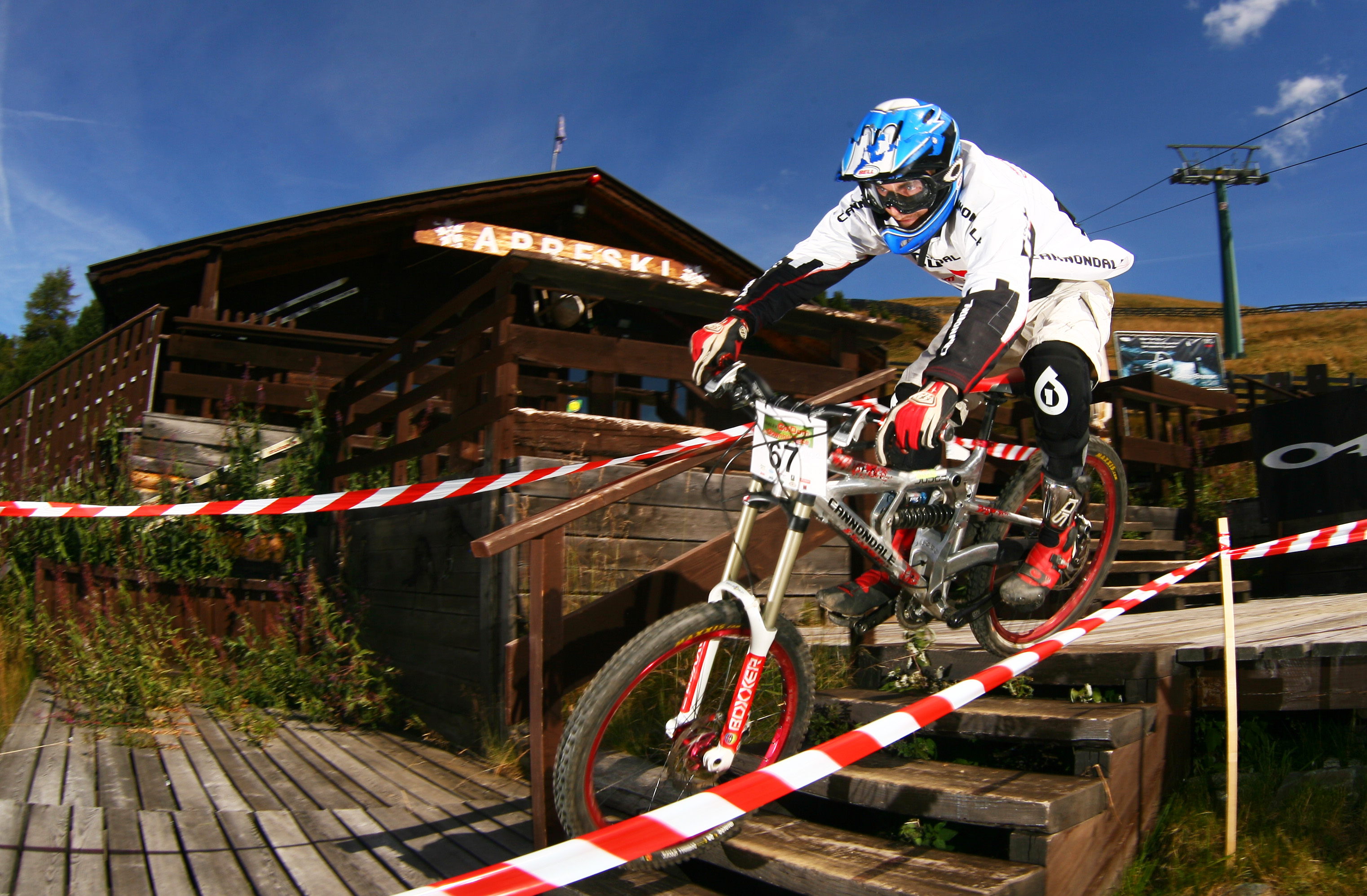
Die Rossi-Treppe

## Besonderheiten des CAIDom Downhills
Während bei üblichen Downhills nur 2,5 bis 3,5 Kilometer gefahren wird, war die Strecke des CAIDom über 13 km lang. Die Fahrer brauchten mindestens 20 Minuten vom Start bis ins Ziel. Einzigartig war auch die Strecke, die größtenteils abseits von befestigten Wegen verlief und ein sehr steiles Gefälle (2000 Höhenmeter) aufwies.

## Route und Schlüsselstellen

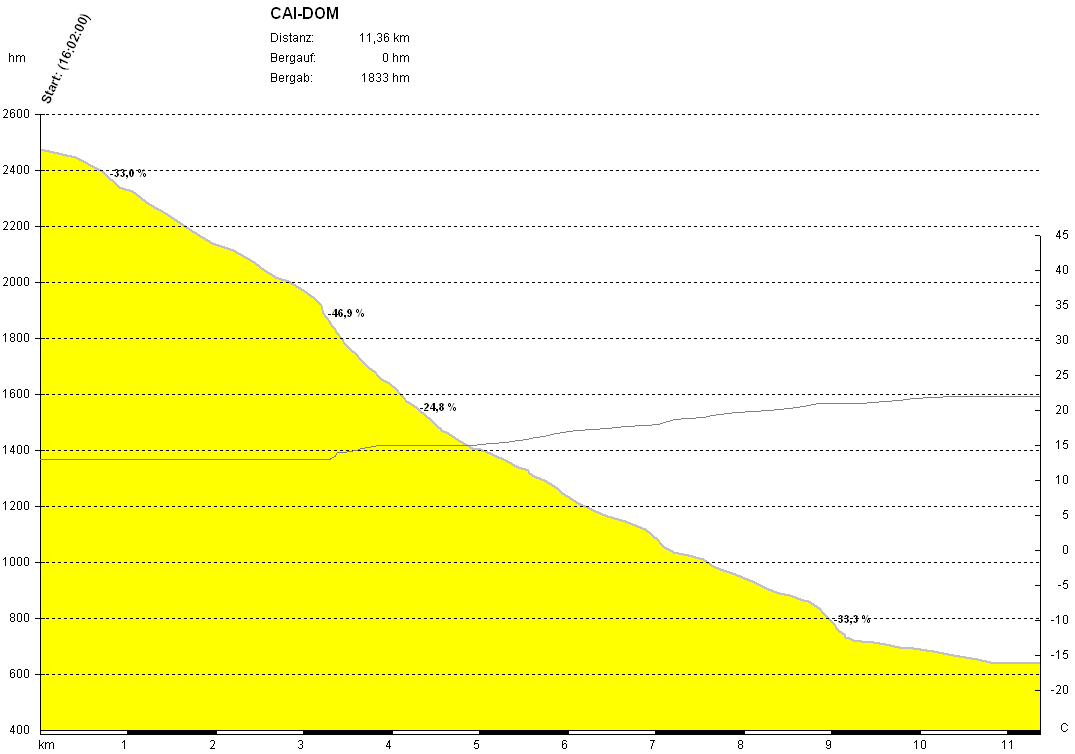
CAIDom Streckenprofil

Die Strecke führte vom höchsten Punkt des Ploseberges, dem Gipfelplateau des Telegraphen (2486 m), bis zum Domplatz in Brixen auf 560 m entlang der Skipisten auf offenem Gelände, durch enge Singletrails im Wald, über Wiesen und teilweise auch über Feldwege.
Die Schlüsselstellen des CAIDom waren von oben nach unten: Der Startsprint vom Gipfel bis zur CAI-Schutzhütte. Der von einer engen S-Kurvenanfahrt eingeleitete „Schuss“ auf der Schönebenpiste. Die nach Stefano Rossi benannte Rossi-Treppe an der Einfahrt zum Wald von St. Andrä. Das langgezogene „Hexenwegele“ und die gleich darauf folgende, weniger als einen Meter breite und durchwegs über 70 Grad steile Rinne des stillgelegten Trametschlifts. Anschließend folgte die Abfahrt durch den Wald von St. Andrä, wo Spitzengeschwindigkeiten von bis zu 90 km/h erreicht wurden.

## Geschichte

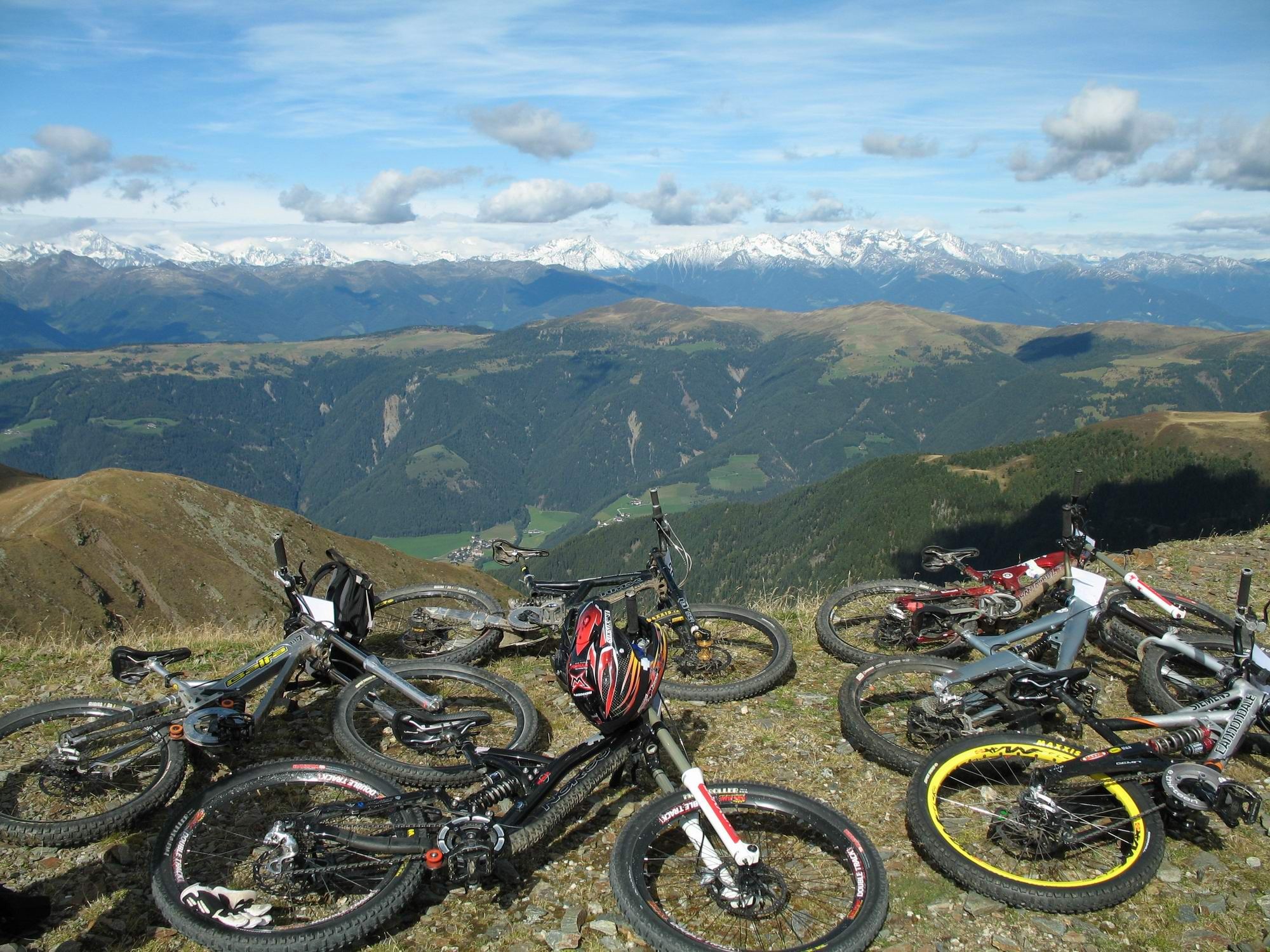
Start: Gipfel Telegraph

Begonnen wurde der CAIDom von den italienischen Mountainbikern Alex Angerer und Alexander Resch, zum ersten Mal ausgetragen wurde das Rennen 2004. Inspiriert wurden die Organisatoren von ihren eigenen Radtouren in der Gegend um Brixen, das Aufkommen der neuen Disziplin des Mountainbike Downhills und die Entwicklung der spezifischen Downhill-Mountainbikes.
Durch die zunehmende Anzahl von Teilnehmern und dem oft kontroversen und ambivalenten Interesse der Bevölkerung, geriet das Rennen immer wieder in die Schlagzeilen. Trotzdem (oder auch deshalb) entwickelte sich das Rennen zu einem der bekanntesten Mountainbikeereignissen, erst in Südtirol, dann im ganzen Alpengebiet. Die Teilnehmerzahl betrug bei der ersten Ausgabe 2004 noch 24, im Jahr 2007 waren bereits über 100 Fahrerinnen am Start. Seit 2005 gibt es auch eine Damenkategorie.
Im Jahre 2008 wurde das CAIdom in die europäische (französische) Avalanche-cup-Serie aufgenommen, um dann 2009 wieder auf eigenen Beinen zu stehen und mit einem neuen, wegweisenden Format hervorzukommen: dem „King of Plose“. Dieser, eine Kombination zwischen einem reinen Uphill- (DomCAI) und einem reinen Downhill-Rennen (CAIDom) war sicher einer der ersten Formate für „Allrounder“, Mountainbiker die sowohl bergauf als auch bergab stark sind, wenn auch die beiden Rennen auf der Plose sicher ins extreme gehen. Das neue Format mit 2 Rennen an einem Wochenende hatte wiederum einen positiven Aufschwung für das Rennen gebracht und die Teilnehmerzahlen auf über 200 anwachsen lassen.
Der CAIDom fand letztmalig in der Saison 2012 statt. Auf der Homepage der Veranstalters wurde der CAIDom zunächst für das Jahr 2013 ausgesetzt, eine Wiederauflage in den folgenden Jahren ist jedoch nicht erfolgt.

## Palmarès
| Datum              | 1. Platz               | Zeit    | Startnummer | 2. Platz                  | Zeit    | Startnummer | 3. Platz                   | Zeit    | Startnummer |
| ------------------ | ---------------------- | ------- | ----------- | ------------------------- | ------- | ----------- | -------------------------- | ------- | ----------- |
| 3. September 2005  | Thomas Steger (ITA)    | 0:21:58 | X           | Markus Zintl (GER)        | X       | X           | Alexander Költringer (AUT) | X       | X           |
| 16. September 2006 | Elias Somvi (ITA)      | 0:21:07 | 143         | Eros Soffiati (ITA)       | 0:22:03 | 137         | Alexander Loos (AUT)       | 0:22:25 | 115         |
| 8. September 2007  | Thomas Brunner (CH)    | 0:21:28 | 91          | Rico Putzi (CH)           | 0:22:17 | 27          | Thomas Graf (ITA)          | 0:22:22 | 38          |
| 28. September 2008 | Remy Absalon (FRA)     | 0:25:17 | 1           | David Vazquez Lopez (ESP) | 0:26:00 | 201         | Grégory Doucende (FRA)     | 0:26:36 | 101         |
| 20. September 2009 | Johannes Graf (AUT)    | 0:23:22 | 32          | Benedikt Purner (AUT)     | 0:23:34 | 61          | Rico Putzi (CH)            | 0:24:49 | 1           |
| 26. September 2010 | Marcus Klausmann (GER) | 0:27:57 | 1           | Benedikt Purner (AUT)     | 0:27:59 | 13          | Johannes Graf (AUT)        | 0:30:19 | 10          |
| 18. September 2011 | Halzer Miha (SLO)      | 0:26:08 | 171         | Drnovsek Matej (SLO)      | 0:26:22 | 163         | Schumann Max (GER)         | 0:26:33 | 38          |
| 14. Oktober 2012   | Nicolaz Lau (FRA)      | 0:24:46 | 7           | Gustav Wildhaber (SUI)    | 0:25:10 | 73          | Schumann Max (GER)         | 0:26:06 | 2           |